# Urial

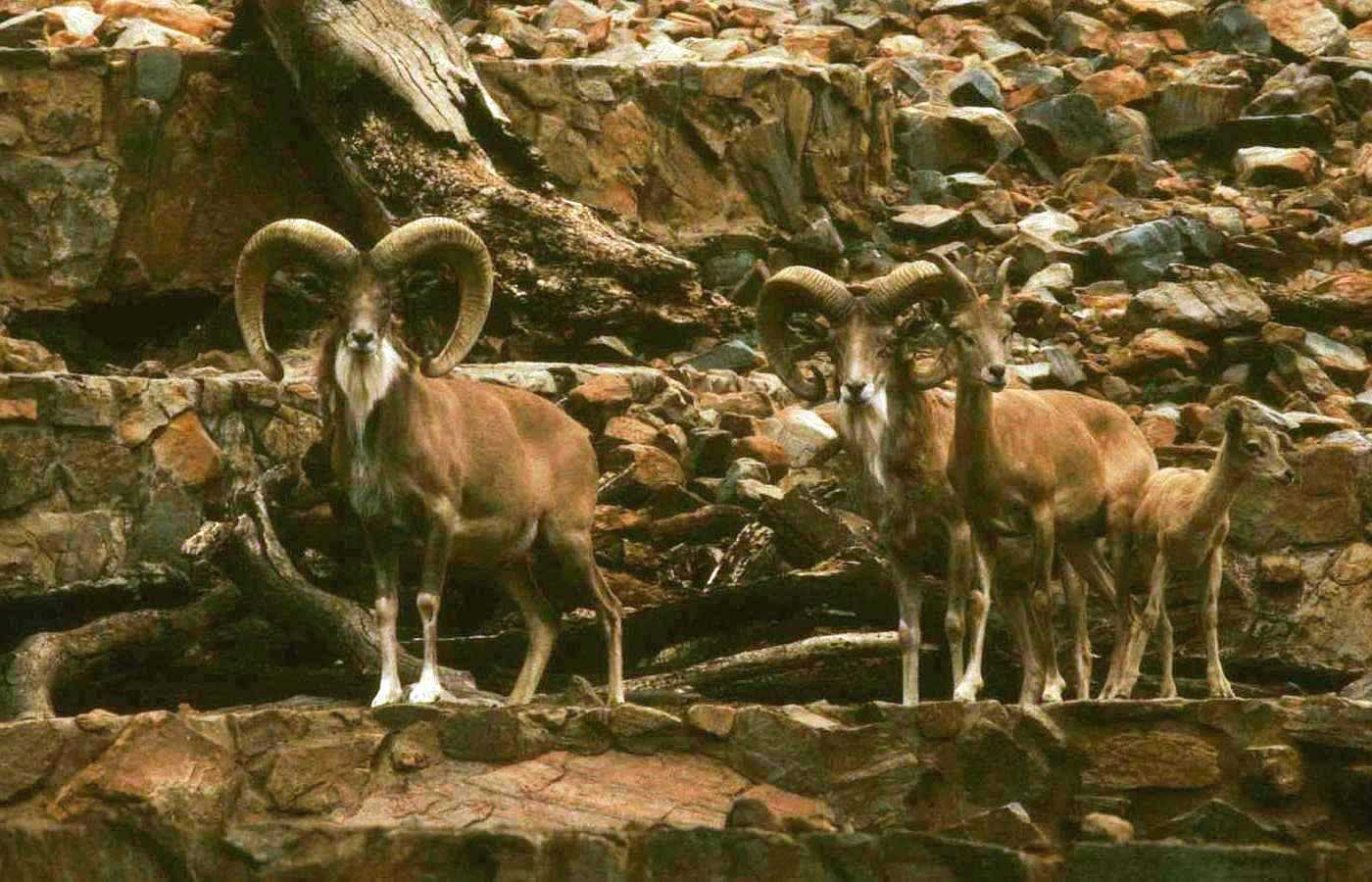
Arkale (Ovis cycloceros arkal)

Als Uriale oder Steppenschafe (Ovis vignei-Gruppe) werden mehrere Arten der Wildschafe zusammengefasst, die im westlichen Zentralasien beheimatet sind.

## Verbreitung und Lebensraum

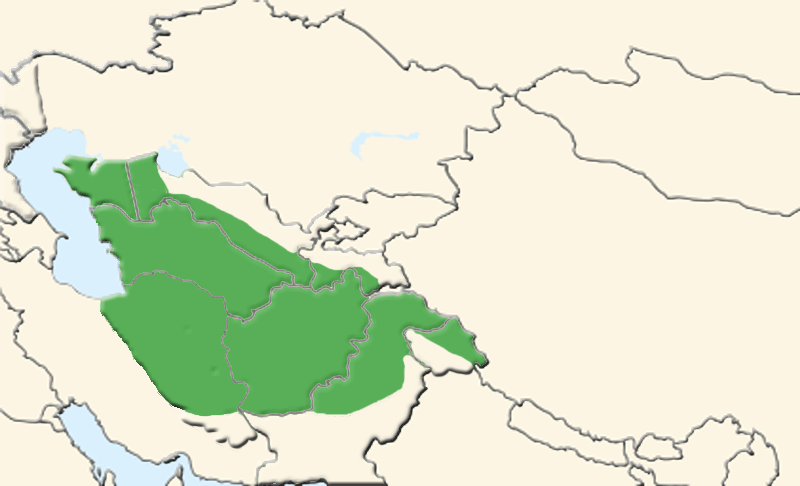
Verbreitungsgebiete der Uriale

Man findet Uriale vom nordöstlichen Iran und Westkasachstan bis Belutschistan und Ladakh. Östlich des Verbreitungsgebietes leben die größeren Argalis und im Südwesten grenzt das Gebiet an das des Mufflons. In einem Übergangsgebiet im Nordiran kreuzen sich Uriale und Mufflons unter natürlichen Bedingungen. In Ladakh, wo sich die Verbreitungsgebiete der Argalis und Uriale berühren, leben einige Argalis in unmittelbarer Nachbarschaft zum Ladakh-Urial. Hier bevorzugen die Argalis allerdings höhere Bereiche. Viele Uriale leben in ziemlich trockenen Regionen und einige dringen gar bis in Wüstengebiete vor. Fast immer sind sie in bergigem Gelände anzutreffen, wobei sie aber sehr steile Klippen meiden.

## Aussehen
Uriale erreichen mit 80 bis 90 cm Schulterhöhe und 35 bis 90 kg Körpergewicht nicht die Größe der Argalis. Auch die Hörner der Böcke erreichen nicht die Ausmaße der östlichen Nachbarn. Dafür tragen die Uriale eine kennzeichnende, stattliche Halsmähne, die je nach Unterart schwarz oder weiß ist. Die Grundfarbe ist hellbraun mit weißer Unterseite. Einige Unterarten tragen einen weißen Sattelfleck.

## Bestand
Durch Trophäenjagd und Konkurrenz mit Hausvieh sind die Uriale überall in ihrem Bestand bedroht. In ihren offenen Lebensräumen sind die Tiere oft nicht allzu schwierig zu erlegen, obwohl sie gemeinhin als scheu gelten. Alle Unterarten des Urial nehmen im Bestand ab und heute existieren weltweit wohl nicht mehr als 40.000 Uriale.

## Lebensweise
Normalerweise leben die alten Böcke getrennt von den Herden der Weibchen. In der Brunft, die im Spätherbst oder Anfang Winter beginnt, zerfallen die Herden in kleine Gruppen von 3–4 Weibchen, die von einem starken Bock verteidigt werden.

## Arten

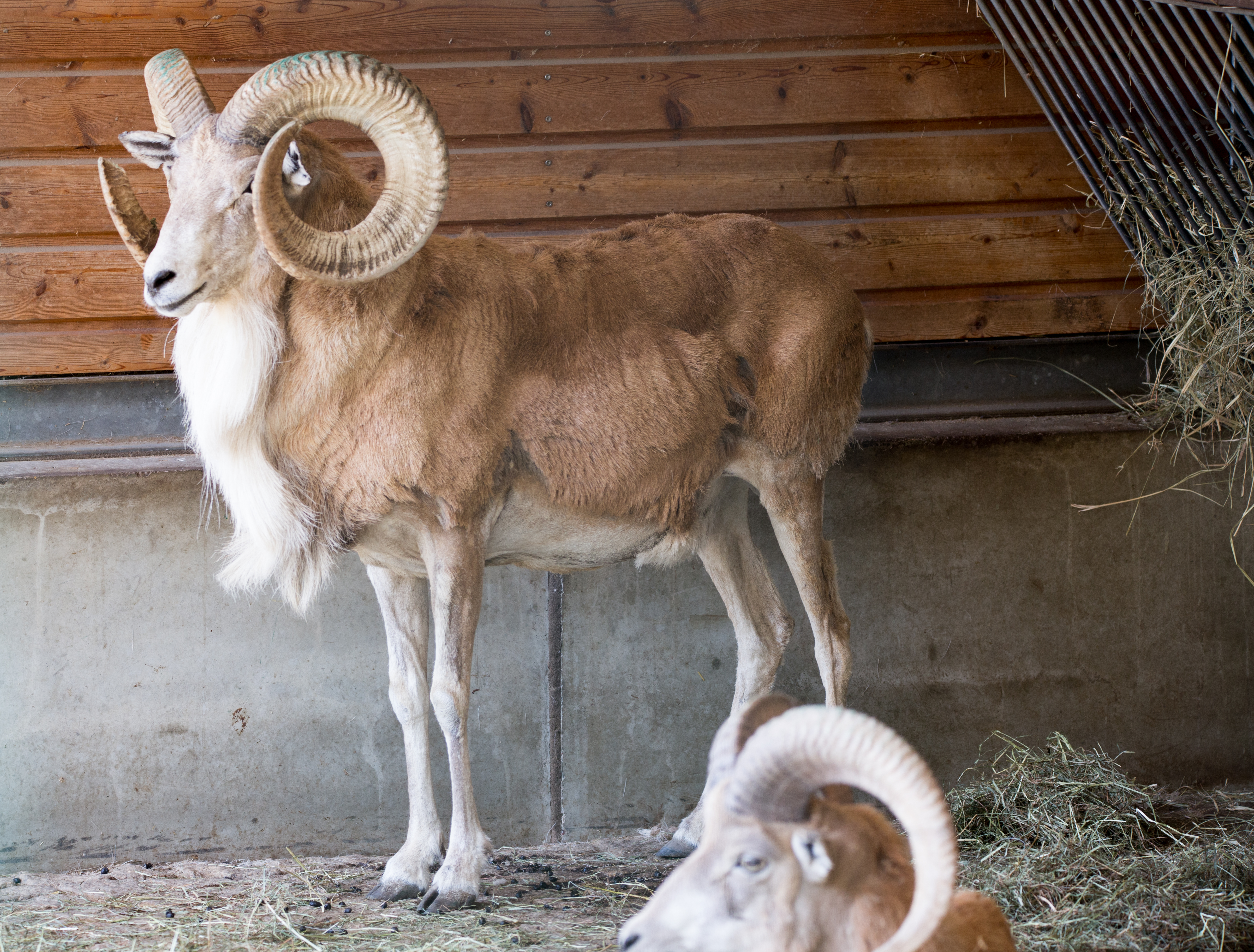
Kreishornschaf (Afghanisches Urialschaf) im Tierpark Berlin

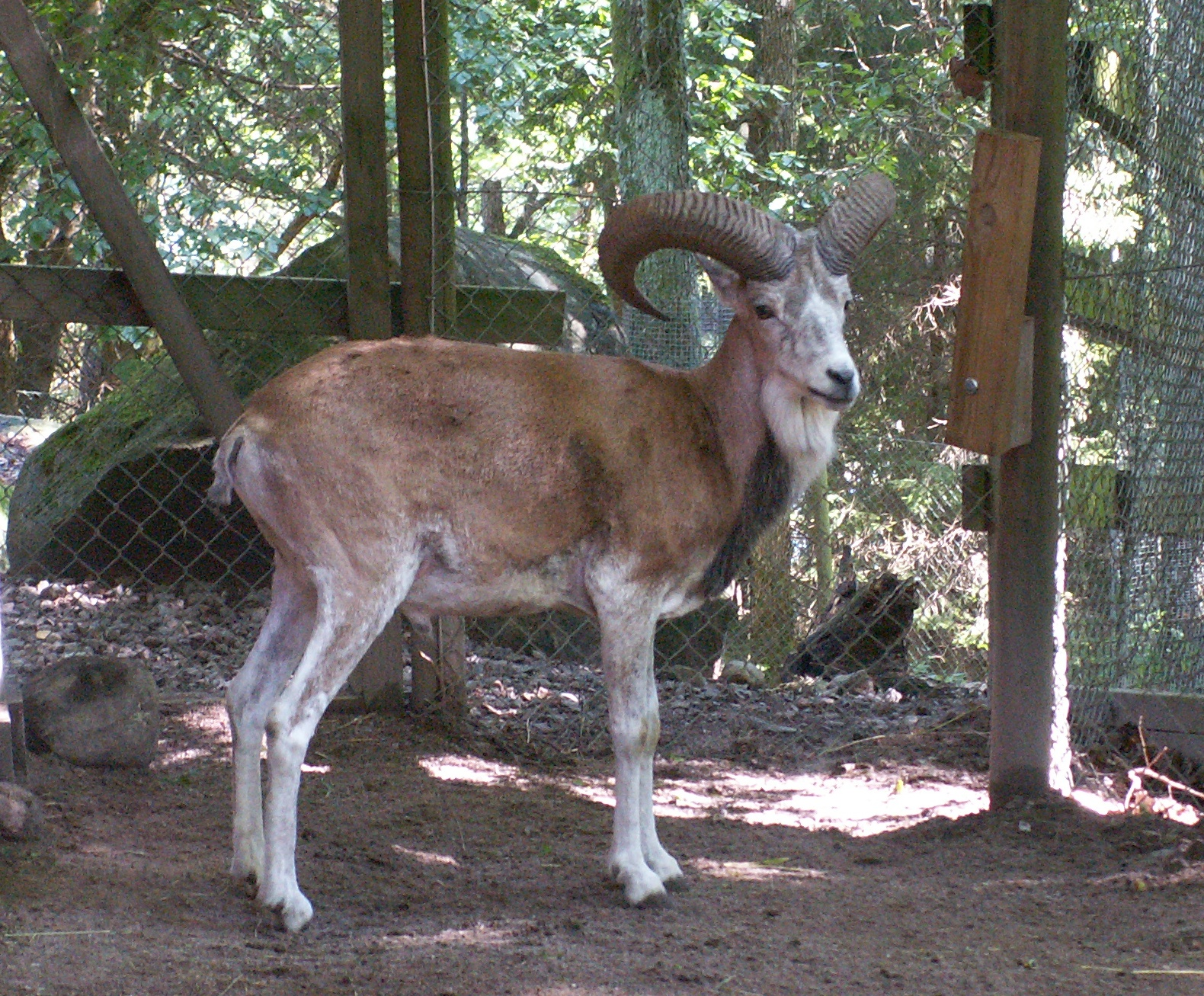
Tadschikistan-Wildschaf im Tierpark Nordens Ark

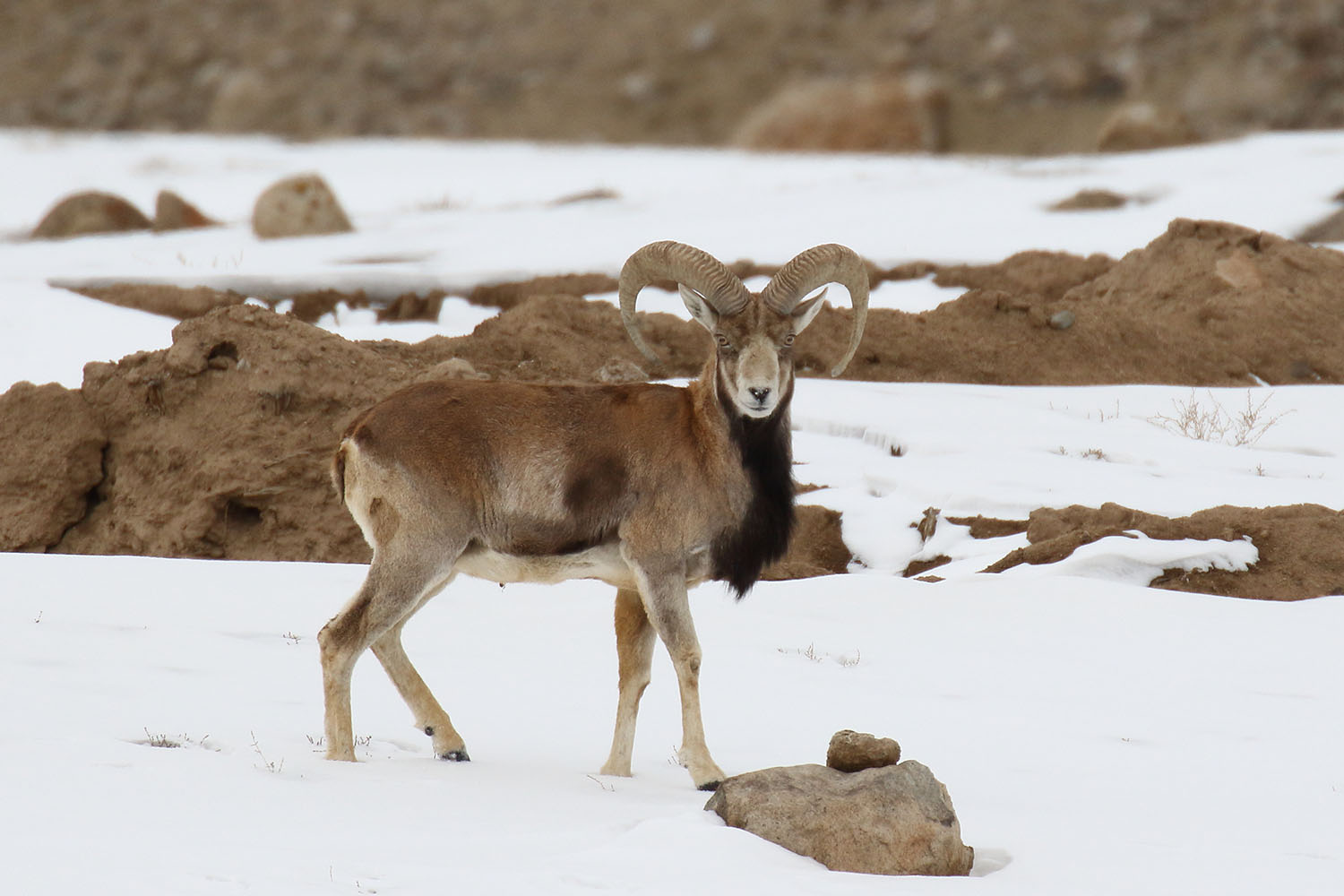
Ladakh-Wildschaf

Peter Grubb unterschied 2005 drei Unterarten der Uriale. Ein Revision der Hornträger aus dem Jahr 2011, durchgeführt von Grubb und seinem Kollegen Colin Peter Groves, erkannte dagegen fünf eigenständige Arten an:
- Oman-Wildschaf (Ovis arabica Sopin & Harrison, 1986); Oman; ursprünglich als Vertreter der Argalis beschrieben, ähneln die Tiere aber stärker den Urialen; aufgrund fehlender Daten ist die Gefährdung unklar
- Tadschikistan-Wildschaf oder Buchara-Urial (Ovis bochariensis Nasonov, 1914); Tadschikistan, Turkmenistan and Usbekistan, nördlich der Flüsse Amu Darja und Pjandsch; in den 1990er Jahren vermutlich noch etwa 1.200 Tiere, Bestand sinkend
- Afghanisches Urialschaf oder Turkmenistan-Wildschaf beziehungsweise Kreishornschaf (Ovis cycloceros Hutton, 1842); Usbekistan, Tadschikistan, Turkmenistan, östlicher Iran, Afghanistan, nördliches Pakistan, Kaschmir, Punjab und Belutschistan; gefährdet. Reservate, in denen diese Art geschützt ist, sind unter anderem der Kirthar-Nationalpark und der Hingol-Nationalpark in Pakistan. Hierzu gehört auch der Arkal oder Transkaspischer Urial (Ovis cycloceros arkal Eversmann, 1850) als eigenständige Unterart, der auf dem  Ustjurt-Plateau (Turkmenistan, Usbekistan, nördlicher Iran) und im westlichen Kasachstan vorkommt und dessen Bestand als  gefährdet gilt mit weniger als 11.000 Tiere, 1500 davon leben im Golestan-Nationalpark im Nordiran. Im südlichen Turkmenistan an der Grenze zu Afghanistan und Iran gehen Arkal und Kreishornschaf fließend ineinander über. Allerdings scheinen Erstere eher im Westen und Letztere eher im Osten, beispielsweise im Badkhyz-Naturreservat, aufzutreten.
- Punjab-Wildschaf oder Punjab-Urial (Ovis punjabiensis Lydekker, 1913); Punjab in Norpakistan zwischen den Flüssen Indus und Jhelam
- Ladakh-Wildschaf (Ovis vignei Blyth, 1841); Ladakh im nördlichen Pakistan und Indien, Verbreitungsgebiet nur noch unzusammenhängend; alte Böcke sind im Sommer kupferrot mit weißem Sattelfleck und schwarzer Halsmähne, Unterseite weiß; stark gefährdet, etwa 2100 Tiere. Die Art kommt beispielsweise im nordindischen Hemis-Nationalpark vor

Ursprünglich wurden die Uriale alle als Unterart des Armenischen Wildschafs (Ovis gmelini) angesehen, das zu den Mufflons gehört. Die ursprüngliche Artzuweisung des Armenischen Wildschafs lautete Ovis orientalis, eingeführt von Johann Friedrich Gmelin im Jahr 1774. Aufgrund dessen wurde die östliche Gruppe der Wildschafe häufig als Ovis orientalis vignei-Gruppe angesprochen. Die Bestimmung von Ovis orientalis geht aber auf eine Hybridgruppe im Elburs-Gebirge zurück, wodurch die wissenschaftliche Bezeichnung Ovis orientalis nicht verfügbar ist.